# Brigata aerea da bombardamento
La Brigata aerea da bombardamento di Gura (Eritrea) o Brigata aerea da bombardamento - Gurà era una grande unità della Regia Aeronautica nata nel 1936.

## Storia
La Brigata bombardamento AO è costituita il 12 gennaio 1936 al comando del colonnello pilota Attilio Matricardi dal 25 gennaio 1936. La Brigata era formata da:
- 8º Stormo da bombardamento;
- 9º Stormo da bombardamento.

Gli stormi nel gennaio 1936 erano all’aeroporto di Gura (Eritrea).
Nell'ambito della Battaglia di Passo Uarieu utilizza anche le bombe C500T all'Iprite.
La Brigata bombardamento AO viene chiusa il 14 agosto 1936.